# Campionati italiani di ciclismo

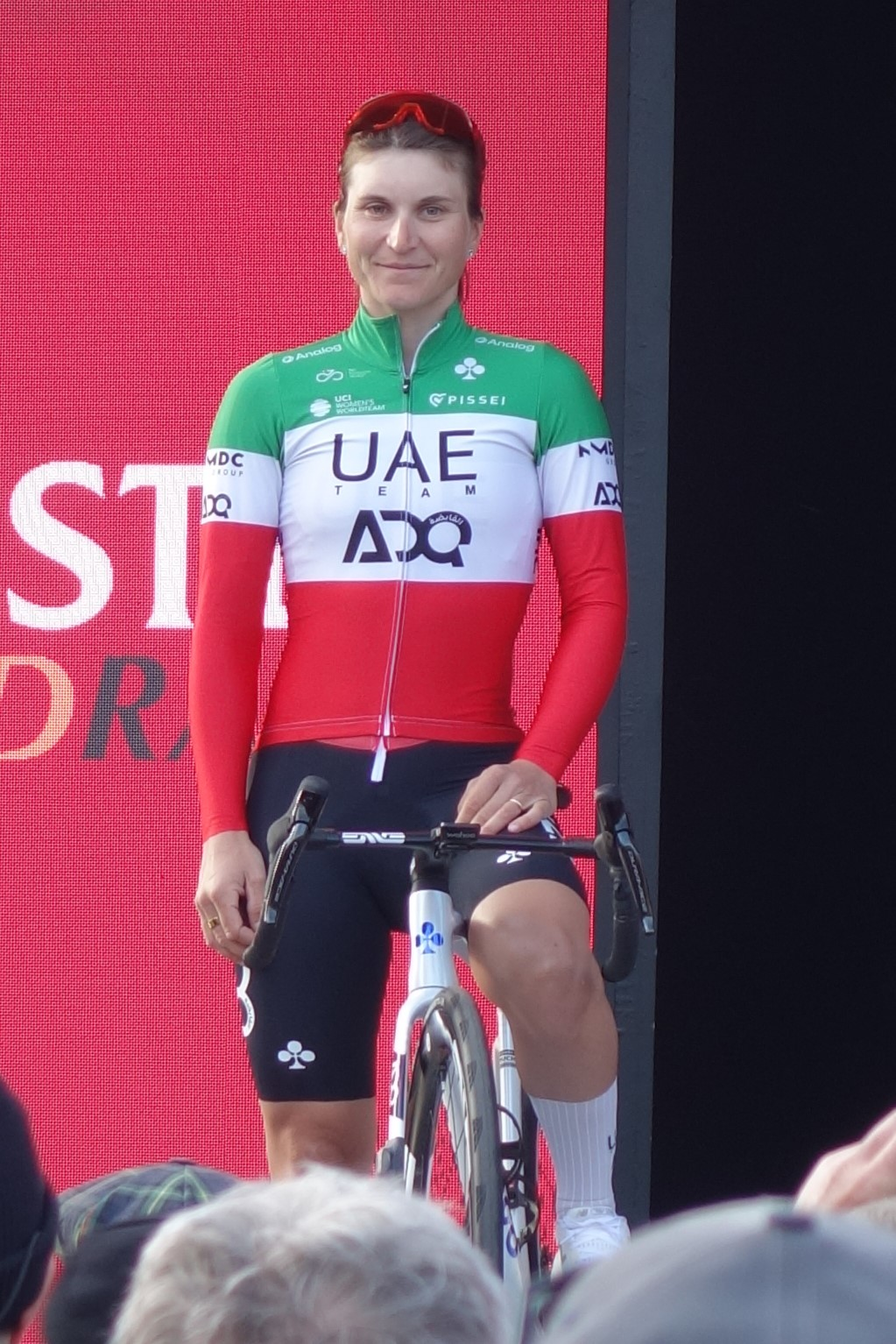
Elisa Longo Borghini in maglia tricolore nel 2025

I Campionati italiani di ciclismo sono delle competizioni che si svolgono in Italia ogni anno per assegnare il titolo di campione d'Italia nelle diverse discipline del ciclismo, strada, pista, ciclocross, mountain bike e BMX.
La maglia tricolore è la maglia distintiva indossata dal "Campione d'Italia" in carica di una disciplina del ciclismo. È composta da tre bande orizzontali colorate intorno al torace; dall'alto in basso i colori sono quelli della bandiera italiana: il verde, il bianco e il rosso.
Analogamente a quanto avviene con la maglia iridata dei campioni del mondo, il campione d'Italia ha il diritto di indossare la maglia tricolore nelle corse ufficiali che si disputano prima della successiva edizione dello stesso campionato nazionale, di norma un periodo di un anno. Nelle discipline che prevedono più specialità, come ad esempio il ciclismo su strada, la maglia di campione italiano di una precisa specialità può essere indossata solo nelle prove di quel medesimo tipo.